# Vladimir Karpovich Dmitriev
Vladimir Karpovich Dmitriev (Russe: Влади́мир Ка́рпович Дми́триев, né le 24 novembre 1868 dans le gouvernement de Smolensk – mort le 30 septembre 1913 à Gatchina) est un économiste et statisticien russe. Il naît à Smolensk et fait ses études à Moscou.
Influencé par Walras et Ricardo, il tente de démontrer de réaliser de manière mathématique la synthèse des théories classique et néoclassique de la valeur. Il est l'un des premiers à développer l'analyse entrée-sortie, en proposant des méthodes mathématiques permettant de déterminer les coûts en travail des marchandises. Ses idées sont réanimées par Vasily Sergeevitch Nemchinov en 1959. Il a également une influence importante sur Alexander Chayanov, qui adapte en 1926 ses méthodes pour les utiliser dans un contexte agricole. 